# Сен-При, Эммануил Францевич
Граф Эммануил Францевич Сен-При (Гийом-Эмманюэль Гиньяр граф де Сен-При; фр. Guillaume-Emmanuel Guignard comte de Saint-Priest) — французский дворянин-эмигрант, российский генерал-лейтенант (1812), генерал-адъютант.

## Биография
Сын графа Франсуа-Эмманюэля Гиньяра де Сен-При. Родившийся в Константинополе, где его отец был послом, Гийом-Эмманюэль с детства владел греческим и турецким языками, которым научился от смотревших за ним женщин, а также немецким, на котором его научил говорить дед по матери граф Людольф, саксонец по происхождению.
Его отец, крупный деятель «старого режима», служивший в период царствования Людовика XVI послом при многих иностранных дворах, эмигрировал из Франции вместе с детьми в 1791 году после Великой Французской революции. Лишённые всего своего имущества, они нашли пристанище в Российской империи, где Екатерина II назначила Эмманюэлю Гиньяру ежегодную пенсию размером в 6 тысяч рублей и несколько раз давала ему важные дипломатические поручения.
Начальное образование и воспитание Сен-При получил дома, сначала в Константинополе, а затем в Париже, куда семья вернулась в 1783 году. С 1788 года занимался с преподавателем математики, готовясь к карьере военного инженера. В эмиграции учился в Гейдельбергском университете (1790—1792), блестяще сдал экзамены по механике, дифференциальному и интегральному исчислению, после чего поступил на службу в корпус принца Конде, а спустя год, будучи убеждённым сторонником монархии, желавшим любым способом бороться с якобинцами, перешёл на русскую службу, получил звание поручика и был 3 февраля 1793 года определён в Артиллерийский и Инженерный шляхетский кадетский корпус. 15 декабря 1795 года его перевели в лейб-гвардии Семёновский полк. Отец в это время находился с ним, оба они первоначально пользовались расположением императора Павла I. В 1797 году, по случаю коронации, был произведен в капитаны.
14 августа 1799 года Сен-При, пользовавшийся расположением шефа полка, великого князя Александра, попал из-за этого в немилость к императору и был отправлен в отставку, после чего уехал в Митаву. Вновь вступив в корпус Конде, стал адъютантом герцога Ангулемского в кампании 1800 года, а его отец покинул Россию. 31 мая 1801 года вновь заступил на службу в тот же полк, получив звание полковника. 20 февраля 1805 года был переведён в лейб-гвардии Егерский батальон на должность его командира, который в скором времени был преобразован в полк. Участвовал в сражении под Аустерлицем, проявив храбрость при защите Блазовица, в котором командовал отрядом егерей и потерял убитого под ним боевого коня. За отличие в этом сражении получил 24 февраля 1806 года орден Св. Георгия 4-го класса
| В воздаяние отличного мужества и храбрости, оказанных в сражении 20 ноября при Аустерлице против французских войск. |

12 июня 1806 года возглавил лейб-гвардии Егерский полк. В 1806—1807 годах участвовал в Войне четвёртой коалиции; в битве при Ломиттене (Глюкштадте), где командовал 1-м батальоном лейб-гвардии Егерского полка, был направлен поддержать замедлившуюся атаку и, несмотря на то, что уступал противнику числом, взял Ломиттенский тет-де-пон, который обороняли 2000 французов. При этом получил тяжёлое ранение картечью в правую ногу и затем некоторое время лечился сначала в Риге, затем в Митаве. За сражение при Ломиттене получил орден Св. Владимира 3-й степени, 19 ноября 1809 года стал шефом 6-го егерского полка Дунайской армии.
За участие в Русско-турецкой войне 1806—1812 годов получил 23 ноября 1810 года орден Св. Георгия 3-го класса
| В воздаяние подвигов отличного мужества и храбрости, оказанных в сражении против турецких войск 23 июля при Шумле. |

После сражения при Шумле ему доверили командование сводным отрядом из Малороссийского гренадерского, Нарвского и Козловского мушкетёрских, 6-го егерского, Стародубовского и Лифляндского драгунских полков и роты конной артиллерии. С этими силами он 26 августа участвовал в сражении при Батине. 14 июня 1810 года был повышен в звании до генерал-майора за взятие Базарджика 22 мая, где он командовал 3-й колонной русской армии и проявил храбрость при штурме турецких батарей. С 29 августа по 1 сентября 1810 года успешно руководил штурмом османской крепости Систово, захватив множество трофеев. Во время сражения при Ловче под его командованием находился отряд из сил Московского гренадерского, Выборгского, Старооскольского и Олонецкого мушкетёрских, 10-го, 37-го и 38-го егерских и четырёх казачьих полков, а также 26 орудий. После успеха в этом сражении занял Сельви и остановился лишь по приказу командующего графа Каменского. Был назначен командиром 22-й пехотной дивизии. 14 сентября того же года ему было присвоено звание генерал-адъютанта. Принимал участие в составлении Учреждения для управления Большой действующей армии.
В 1812 году, когда началась Отечественная война, Сен-При был назначен на должность начальника Главного штаба 2-й Западной армии. Во время Тарутинского сражения находился в летучем отряде Кутузова, позже служил под началом Витгенштейна. Принимал участие в сражениях под Миром и Кореличами на территории нынешней Белоруссии, а также под Салтановкой и Смоленском. Во время Бородинского сражения получил тяжёлую контузию и вернулся на фронт в корпус Витгенштейна только к концу войны. В Вильне по приказу императора занимался делами пленных и учреждением для них госпиталей. 21 октября 1812 года получил звание генерал-лейтенанта.
Во время Заграничного похода русской армии в 1813—1814 годах сражался, будучи начальником авангарда корпуса Милорадовича, в большинстве крупных битв: блокаде Глогау (совместно с генерал-лейтенантом бароном Корфом), в боях при Люцене, Бауцене и Райхенбахе. В августе 1813 года возглавил 8-й пехотный корпус, впоследствии отличился при Лебау и Бишофсверде и в так называемой Битве народов под Лейпцигом. В 1814 году проявил храбрость в сражениях при Кобленце и Майнце. В марте 1814 года его корпусу, в который входили две русских пехотных дивизии и одна прусская, было приказано выступить к Сен-Дизье, чтобы обеспечить возможность связи между Богемской армией, находившейся под командованием Шварценберга, и Силезской, которой командовал Блюхер.
Сен-При, однако, решил воспользоваться возможностью лёгкого захвата города Реймса, что им и было осуществлено, однако уже спустя сутки, узнав о выдвижении войск Наполеона на Суассонскую дорогу, выступил им навстречу. Во время этого боя получил тяжёлое ранение ядром в плечо или ногу и был спасён солдатами Рязанского полка. Попавшего в плен, его вброд переправили через реку Вель и отправили сначала в Берри-о-Бак, а затем в Лан. Данные об обстоятельствах его ранения разнятся: в одних источниках указано, что медики были вынуждены ампутировать ему раненую ногу, в других — что часть кости правого плеча, причём большая часть его грудной клетки была также раздроблена от попадания ядра. Несмотря на усилия врачей, его организм не смог справиться с начавшимся заражением, и спустя 16 дней он скончался от раны.
8 мая 1814 года был посмертно награждён орденом Св. Георгия 2-го класса № 72
| За отличие в сражении при Реймсе 1 марта 1814 года. |

Был погребён в центральном нефе городского собора Лана. Надгробный памятник на могиле графа уничтожен во время революции в 1830 году.

## Семья
Был холост.
От родины его отторгнула судьбина;

Но Лилиям отцов он всюду верен был:

И в нашем стане воскресил

Баярда древний дух и доблесть Дюгесклина.

## Награды
Российские:
- Орден Святого Иоанна Иерусалимского, кавалерский крест (27.03.1799)
- Орден Святого Георгия 4-й степени (24.02.1806)
- Орден Святого Владимира 3-й степени (21.12.1807)
- Орден Святого Георгия 3-й степени (23.11.1810)
- Орден Святого Владимира 2-й степени (1811)
- Орден Святой Анны 1-й степени (1811)
- Орден Святого Георгия 2-й степени (08.05.1814)
- Золотая шпага с надписью «За храбрость», украшенная алмазами

Иностранные:
- Прусский орден «Pour le Mérite» (22.07.1807)[5]
- Прусский орден Красного орла 1-го класса (1813)[6]

## Корректура Кобленцской надписи

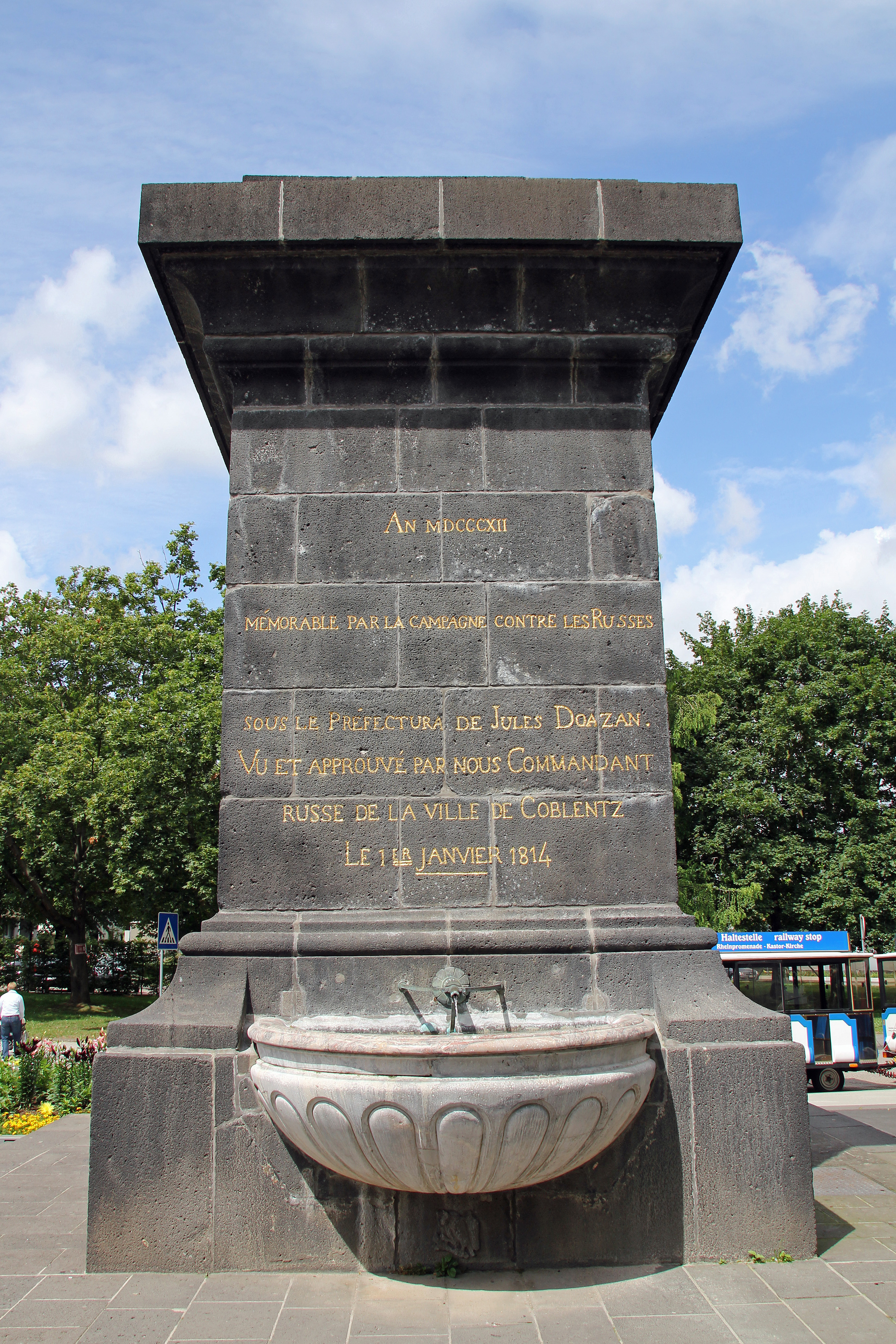
Фонтан в Кобленце.

В бытность свою комендантом города Кобленца Сен-При приказал выгравировать надпись на фонтане, установленном в честь похода Наполеона против России.
Первоначальная надпись на камне: «Год 1812 / В память похода против русских / Префект Жюль Дозан» (фр. An MDCCCXII / Mémorable par la campagne contre les Russes / Sous le préfectura de Jules Doazan). Оставив изначальную надпись на базальтовых блоках фонтана, Сен-При дополнил её: «Прочитано и одобрено русским / комендантом Кобленца / 1 января 1814» (фр. Vu et approuvé par nous commandant / russe de la ville de Coblentz / le 1er janvier 1814).

## Образ в кино
- «Багратион» (1985) — актёр Владимир Дружников